# Чернівецький прикордонний загін
31-й Чернівецький прикордонний загін імені генерал-хорунжого Олександра Пилькевича (в/ч 2195) — територіальний орган охорони кордону в складі Західного регіонального управління ДПСУ. Прикордонний загін охороняє 404,7 км державного кордону з Республікою Румунія та Республікою Молдова в межах Чернівецької області (Путильський, Вижницький, Сторожинецький, Глибоцький, Герцаївський, Новоселицький, Кельменецький та Сокирянський райони) та Івано-Франківської області (Верховинський район). З них українсько-румунська ділянка кордону складає 234,7 км, українсько-молдовська — 170 км.
З 2018 року загін носить ім'я Олександра Пилькевича — генерал-хорунжого Армії УНР, командира Окремого корпусу кордонної охорони УНР.

## Історія
З 2008 року прикордонний загін комплектувався виключно військовослужбовцями за контрактом.[джерело?]
12 серпня 2014 року Чернівецький прикордонний загін відзначив свій 70-річний ювілей.
22 червня 2016 року, вперше за 8 років, Чернівецький прикордонний загін поповнився строковиками: більше сотні солдатів стали на службу. До того ці території Прикарпаття та Буковини охороняли контрактники.
22 серпня 2018 року, з нагоди 27-ї річниці незалежності України, Чернівецькому прикордонному загону присвоєно почесне найменування — «імені генерал-хорунжого Пилькевича Олександра Меркурійовича».
У вересні цього ж року Голова Державної прикордонної служби України генерал-полковник Петро Цигикал вручив іменну стрічку начальнику Чернівецького прикордонного загону полковнику Олегу Вовку.[джерело?]
30 квітня 2025 року 31 прикордонний загін імені генерал-хорунжого Олександра Пилькевича Державної прикордонної служби України указом Президента України Володимира Зеленського відзначений почесною відзнакою «За мужність та відвагу».

## Структура
До складу Чернівецького прикордонного загону входить:
- управління загону
- 10 відділів прикордонної служби (ВПС): «Порубне», «Шибене», «Сокиряни», «Красноїльськ», «Фальків», «Кельменці», «Герца», «Селятин», «Мамалига», «Чернівці».
- 25 відділень інспекторів прикордонної служби (віпс): «Перкалаб», «Шепіт», «Селятин», «Фальків», «Красноїльськ», «Нижні Петрівці», «Біла Криниця», «Черепківка», «Порубне», «Куликівка», «Мамалига», «Герца», «Тарасівці», «Подвірне», «Кельменці», «Подвір'ївка», «Сокиряни», «Вашківці», «Гвіздівці», «Чернівці», «Івано-Франківськ»;
- Відділ прикордонної служби (тип С);
- підрозділи забезпечення.

### Ділянка кордону
Прикордонний контроль та пропуск осіб, транспортних засобів і вантажів здійснюється у 21 пункті пропуску. З яких 12 міжнародних пунктів пропуску, за видами сполучення:
- автомобільних — 5,
- залізничних — 4,
- для повітряного сполучення — 3,
- автомобільний — 1 (міждержавний);

8 місцевих пунктах пропуску, за видами сполучення:
- автомобільних — 6,
- пішохідних — 2.

## Командири
- 1988—1992 — полковник Луцький Петро Іванович;
- 1992—1998 — генерал-майор Бідах Володимир Прокопович;
- 1998—2000 — полковник Гурський Микола Миколайович;
- 2000—2004 — полковник Чубюк Василь Васильович;
- 2004—2008 — полковник Стукало Сергій Григорович;
- 2008—2009 — полковник Мацишин Микола Олексійович;
- 2009—2011 — полковник Жовтоножук Ігор Петрович;
- лютий — вересень 2011 — полковник Крук Олександр Іванович;
- 2011—2013 — полковник Бура Андрій Андрійович;
- 2013—2014 — полковник Котов Михайло Борисович;
- 2014—2015 — полковник Явтушенко Віктор Іванович;
- лютий — липень 2015 — полковник Мосійчук Ігор Миколайович;
- липень — листопад 2015 — полковник Воробець Володимир Іванович;
- 2015—2017 — полковник Лисак Павло Петрович;
- 2017—2019 — полковник Вовк Олег Омелянович;
- 2019—2021 — полковник Марцінкевич Сергій Васильович.